# 阿爾特瑙河
52°08′10″N 10°33′24″E / 52.136175°N 10.556703°E

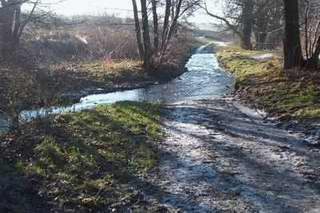

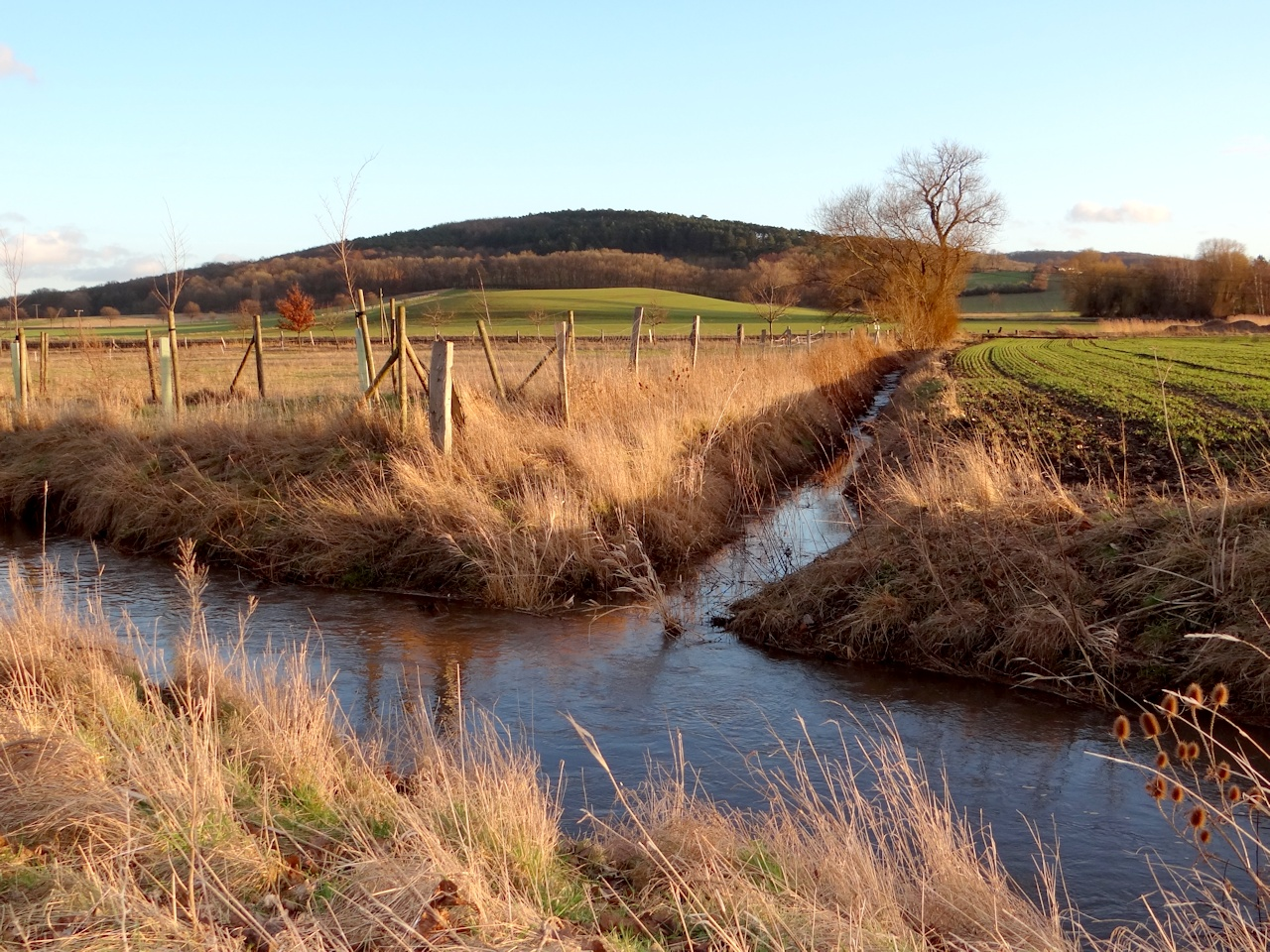

阿爾特瑙河（德語：Altenau），是德國的河流，位於該國西北部，由下薩克森州負責管轄，屬於奧克河的右支流，河道全長25公里，流域面積140平方公里，發源自舍彭施泰特，河口處在沃爾芬比特爾附近。